# Región de Tanga
Tanga es una de las treintaiuna regiones administrativas en las que se encuentra dividida la República Unida de Tanzania. Su capital es la ciudad de Tanga.

## Distritos
Esta región se encuentra subdividida internamente en unos siete distritos a saber:
- Handeni
- Kilindi
- Korogwe
- Lushoto
- Muheza
- Pangani
- Tanga

## Territorio y población
La región de Tanga cubre una extensión 26.667 kilómetros cuadrados. En el censo de 2022, tenía una población de 2.615.597 personas. La densidad poblacional era, por tanto, de 98 habitantes por cada kilómetro cuadrado de la región.
- Datos: Q389737
- Multimedia: Tanga Region / Q389737